# Bolha-hegyi-hasadékbarlang
A Bolha-hegyi-hasadékbarlang a Duna–Ipoly Nemzeti Parkban, Biatorbágyon lévő egyik barlang.

## Leírás
A Bolha-hegyi-hasadékbarlang Biatorbágy szélén, a Benta-patak Ny-i oldalán, a Bolha-hegy kelet felé néző oldalában helyezkedik el. A barlang bejárata csak közvetlen közelről vehető észre, mert az a füves, cserjékkel ritkásan benőtt domboldal talajában lévő ovális (maximálisan 2 m átmérőjű) beszakadás aljában nyíló szűk hasadék. A barlangbejárat közelében, attól kb. 50°-ra, 50 m-re a domboldalban egy kis kőfejtő található, mely már a Biatorbágyról Sóskútra vezető műútról is megfigyelhető.
A barlang megközelítése az előbb említett műút mellett lévő horgásztó irányából javasolt. A horgásztónál a Benta-patakon átkelve az első lehetőségnél É-ra kell fordulni, majd az üdülőtelkek között addig haladni (autóval) ameddig az lehetséges. Az autóval járható út végétől egy növényzettel viszonylag sűrűn benőtt egykori dózerúton lehet gyalog továbbmenni tovább észak felé. Majdnem 350 m megtétele után már látható (pontosabban sejthető) jobb kéz (nyugat) felől az a kis kőfejtő, melyről az előbbiekben szó volt.
Szarmata (középső miocén) mészkőben (Tinnyei Formáció) található az üreg. A barlangbejárat egy hasadék, mely a felszínre harapódzott. A szűk leereszkedés után egy rendkívül szűk részen áthaladva lehet a barlang belsőbb részeibe jutni. Az egész barlang nagyon hasadék jellegű. Vége felé egy aránylag szélesebb (kb. 1,2 m) terem fekszik, melynek nagyméretű kőzettömbökből álló álfeneke van. A terem után a hasadék néhány méteren belül jelentősen ellaposodik. A barlang aljzata túlnyomórészt poros, köszönhető ez a mészhomokkő viszonylagos mállékonyságának. A könnyen megközelíthető barlang engedély nélkül, barlangjáró alapfelszerelés használatával járható, de néhány járata járhatatlan.
2004-ben volt először Bolha-hegyi-hasadékbarlangnak nevezve a barlang az irodalmában. Előfordul a Bolha-hegyi-hasadékbarlang az irodalmában Bolha-hegyi-barlang (Kárpát 1990) és Bolha-hegyi-sziklahasadék (Szabó, Szabó 1989) neveken is.

## Kutatástörténet
A Budapesti Barit Barlangász Csoport 1989-ben írt kéziratában szó van arról, hogy a csoport tagjai 1989. április 1-jén a Bolha-hegy Ny-i felén felfedeztek egy tektonikus eredetű, eltömődött kis barlangot. Az É–D-i irányú barlang kb. 3 m hosszú, kb. 2,5 m mély és kb. 40–50 cm széles. Az üregben lévő kitöltés homokból és morzsalékból áll. A hasadék mindkét irányban elszűkül, lefelé mintha kettéválna. Nem találtak az üregben hévizes eredetű nyomokat. A beszámolóban van egy helyszínrajz, amely szemlélteti a Bolha-hegyi-sziklahasadék földrajzi elhelyezkedését. A kéziratban látható egy olyan fénykép, amely a barlang bejáratát mutatja be. A Bolha-hegyi-hasadékbarlangot 1990-ben Szabó Zoltán és Visnyei Zsolt (az Acheron Barlangkutató Szakosztály két tagja) mérték fel, majd a felmérés felhasználásával elkészült a Bolha-hegyi-barlang alaprajz térképe, hossz-szelvény térképe és 5 keresztmetszet térképe. Az alaprajz térképen, amelynek használatához a térképlapon fel van tüntetve az É-i irány, látható az 5 keresztmetszet elhelyezkedése a barlangban.
Az Acheron Barlangkutató Szakosztály 1990. évi jelentésében szó van arról, hogy a szakosztály a biatorbágyi Bolha-hegyen 1989-ben talált egy kis hasadékbarlangot, amely minden bizonnyal felszakadás miatt nyílt meg. A barlangnak (Bolha-hegyi-barlang) a hegy K-i oldalán van a bejárata. Tölcsérszerű bejárata egy hasadékba kapcsolódik, amely a barlang felfedezésekor csak 2 m mély volt. A kis hasadékban még mozogni is alig lehetett kezdetben, mert az egyik irányban földes kitöltésből állt a fal, a másik irányban pedig a hasadék elszűkült. A talpszintet kb. 2 m-rel süllyesztették a szakosztály tagjai, a hasadék ezért 4 m mély lett, falai pedig 1 m-re távolodtak el egymástól. Szerencse-aknának nevezték el ezt a részt. Az akna egyik felében kis lyukat találtak, a másik irányban a hasadék 1 m hosszig kb. 15 cm széles volt, majd hirtelen kitágult. Megpróbálták átvésni, de szűknek bizonyult a hely. Nem sokat haladtak előre a véséssel, de észrevették, hogy lefelé tágul a hasadék, emiatt tovább mélyítették a talpszintet.

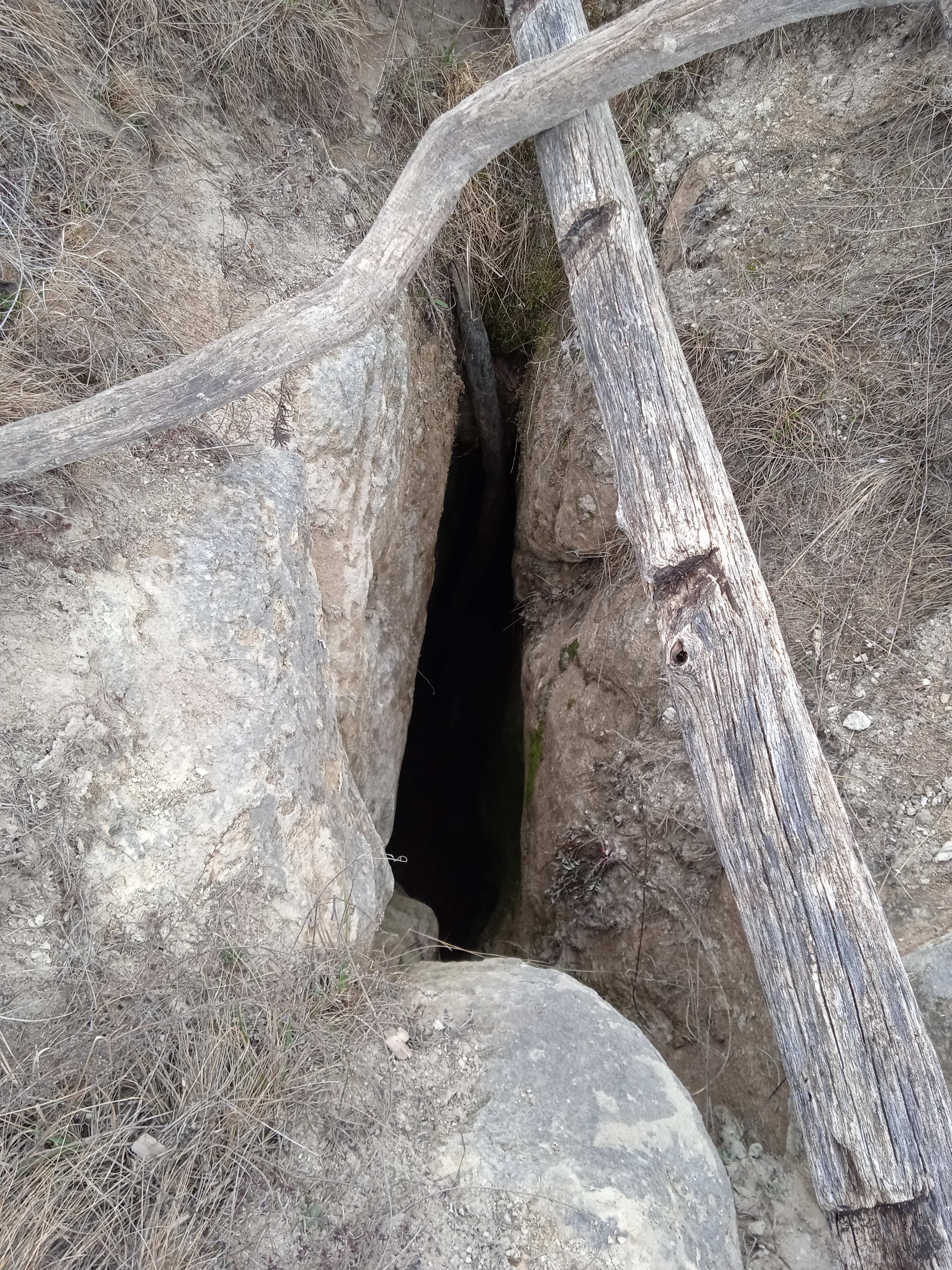
A Bolha-hegyi-hasadékbarlang bejárata

A szűk részen átkúsztak, és így találtak egy kis termet, amit Titok-teremnek neveztek el. A felfelé szűkülő terem nagyon megközelíti a külszínt. 1 m mély aknában végződik lent. Alját kőtömbök és morzsalék tölti ki. Egy kis lyukba követ dobva nagy mélységet állapítottak meg, ezért a lyuknál folytatták a munkát, de lassú volt a kibontott anyag depózása a szűkület miatt. A termet részletesebben átvizsgálva kirajzolódott az omladék között egy sötét nyílás körvonala. Ez különös volt, mert ez volt az első olyan járat, amely merőleges volt az addig ismert szakaszra. 1990. június 2-án rövid bontással bejutottak egy 4 m hosszú járatba. A falak itt mindenhol sárgák, simák és oldottak voltak, a főte pedig szálkőben zárult, amit eddig a barlang többi pontján nem tapasztaltak. Oldott-ágnak nevezték el a barlangnak ezt a részét. Mivel itt hasonló jellegű járatokat találtak, ezért ezen a helyen folytatták a munkát.
Június 15-én fél méterrel süllyesztették a talpszintet. A járat végpontja nagyon szűk és egy szálkőfal zárja le. Jobbra kezdődik egy szűk hasadék, amelyben a kő hosszan gurul, de vésését lehetetlennek találták. A barlangban lévő továbbjutási lehetőségeket átnézték és úgy döntöttek, hogy a Szerencse-akna hirtelen tágulása és a depózás lehetőségei miatt az aknában folytatják a munkát. Július 29. és 31. között a Bolha-hegyen táboroztak és ekkor süllyeszteni kezdték a talpszintet, de hamarosan hatalmas kőtömbök kerültek elő. Megfelelő szerszámok hiányában a nap hátralévő részét a barlangban töltötték hűsöléssel, mert kint a kopár hegyoldalon néhányszor 40 °C-ig is felszaladt a hőmérő. Vizsgálódás közben gondoltak arra, hogy a végponti hasadékot le lehet küzdeni, ha a hasadék ugyanúgy tágul, ahogy azt a Szerencse-aknában tapasztalták. Az egyemberes munkahelyen szorgosan folyt a munka, a hasadék pedig tágult.
Nemsokára féloldalt fekve, de be lehetett férni, és süllyeszteni tudták a végponti talpszintet, egyszerre csak egy marék föld kidobásával. Egy óra elteltével morajlást hallottak, majd a végpontot lezáró fal alatt ökölnyi lyuk keletkezett. A lyukat fél méteresre le tudták süllyeszteni, de szélessége továbbra is csak 10 cm maradt. Kis vésővel és kalapáccsal babszemnyi darabokat véstek le, de a munkát végző testhelyzetéről jobb nem beszélni. Egy óra múlva kitágult a hasadék és be tudtak kúszni egy kis terembe. A terem két szintből áll. A felsőt omladékhíd választja el az alsótól, ami csak kúszva járható. Egy járat indul balra le, ahonnan erős huzat áramlik ki. Megpróbálták kibontani a huzatos mellékágat, de depózási nehézségek és az omladék miatt a munkát itt is abba kellett hagyniuk.
Visszatértek a Szerencse-aknába, ahonnan jó szerszámokkal 0,5 m³ követ távolítottak el. Az akna itt tovább tágul. Ebben az állapotban fejezték be a munkát. A Kaotikus-omladék termében még az ottartózkodás is veszélyes. A Titok-teremből lefelé, depózási nehézségek miatt nem lehet továbbjutni. Tágul a Szerencse-akna talpszelvénye. A kőtömbök közötti üregben a bedobott kövek (és néha a vésők is) hosszan esnek. Tágul a Titok-terem felé vezető szűkület is és a talpszinten kibontakozó omladék között is néha eltűnik valami. A szakosztály elképzelhetőnek tartja, hogy a Szerencse-akna talpszintsüllyesztésével a szűkületet is átbontva elérik a Titok-terem aknáját, ahol új felfedezések várhatók. A kéziratba bekerültek a barlang 1990-ben készült térképei.
A szakosztály 1990. évi jelentésébe a Bolha-hegyi-barlangban 1990. július 29-én végzett klímamérés eredménye is bekerült. Ezek a mérések csak tájékoztató jellegűek, de a barlang sajátos klímája miatt tervbe vette a szakosztály a rendszeres mérést. A mérés eredménye:
| Mérési pontok                   | nedvesített hőmérő (°C) | száraz hőmérő (°C) | relatív páratartalom (%) |
| ------------------------------- | ----------------------- | ------------------ | ------------------------ |
| Külszín                         | 21,6                    | 32                 | 40                       |
| Szerencse-akna                  | 16,2                    | 17,35              | 90                       |
| Szűkület                        | 14,6                    | 14,9               | 97                       |
| Titok-terem                     | 15,2                    | 16,7               | 86                       |
| Titok-terem alsó végpont        | 13,4                    | 13,7               | 97                       |
| Oldott-ág                       | 14,9                    | 15,1               | 98                       |
| Oldott-ág beékelődött kő felett | 15,8                    | 15,8               | 100                      |
| Kaotikus sziklák-terme          | 13,8                    | 13,8               | 100                      |

Megfigyelhető, hogy a barlang levegője az átlagnál melegebb. Minden bizonnyal csak a rendszeres mérés alapján kapott adatok segítségével lehet következtetni arra, hogy miért ilyen magas a barlangi levegő hőmérséklete.

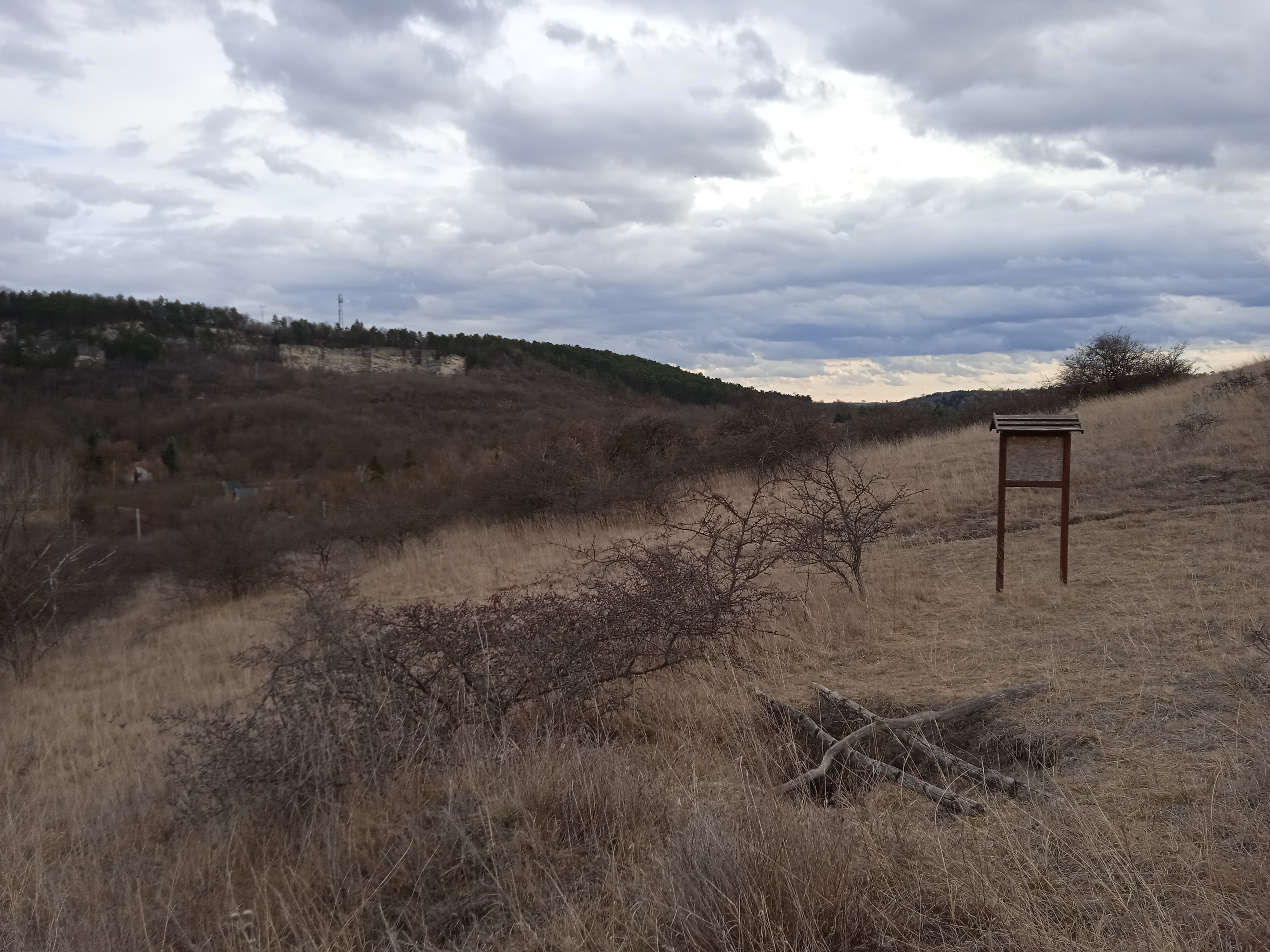
A Bolha-hegyi-hasadékbarlang bejárata

Az 1990. évi Karszt és Barlangban publikálva lett, hogy az Acheron Barlangkutató Szakosztály 1990-ben feltárt a Biatorbágy határában található Bolha-hegyen egy 23 m hosszú hasadékbarlangot.
A barlang 2004. szeptember 4-én, BTI kataszteri felvétel alapján készült nyilvántartólapja szerint a Bolha-hegyi-hasadékbarlangnak (4720-as barlangkataszteri terület, Pest megye, Biatorbágy, Etyeki-dombság) domboldalon lévő nyílt terepen van a bejárata. Az üreg bejáratainak koordinátái: X: 233752, Y: 632572, Z: 157 mBf. A barlangbejárat 1,7×0,3 m-es, természetes jellegű, hasadék alakú és függőleges tengelyirányú. A részletesen felmért barlang 25 m hosszú, 6 m függőleges kiterjedésű, 6 m mély, 0 m magas és 11 m vízszintes kiterjedésű. Szarmata (középső miocén) mészkőben (Tinnyei Formáció) található az üreg. A barlang kialakulását előkészítette a tektonika és a rétegződés. Az üreg tektonikus elmozdulás, omlás és korrózió miatt jött létre.
A hasadék térformájú barlang vízszintes, és jellemző szelvénytípusa a hasadék. Időszakosan csepegő víz jelenik meg az üregben. Befoglaló kőzetanyaghoz kapcsolódó elemek: ősmaradványok. Törmelékes, helyben keletkezett szervetlen kitöltése: omladék, kőzettörmelék, befoglaló kőzetből kimállott egyéb anyagok. A barlangbejárat alatt némi talaj, humusz fordul elő (avar, növénytörmelék, baktérium). A kissé megváltoztatott barlang taposott aljzatú. Tematikus feldolgozás: térkép, fénykép, kataszter, leírás. Illetékes természetvédelmi hatóság: Duna–Ipoly Nemzeti Park. A könnyen megközelíthető barlang barlangjáró alapfelszerelés használatával, engedély nélkül járható. (Néhány járata azonban járhatatlan.) A barlang alapadatait Gazda Attila állapította meg.